# نيكول أورسمه

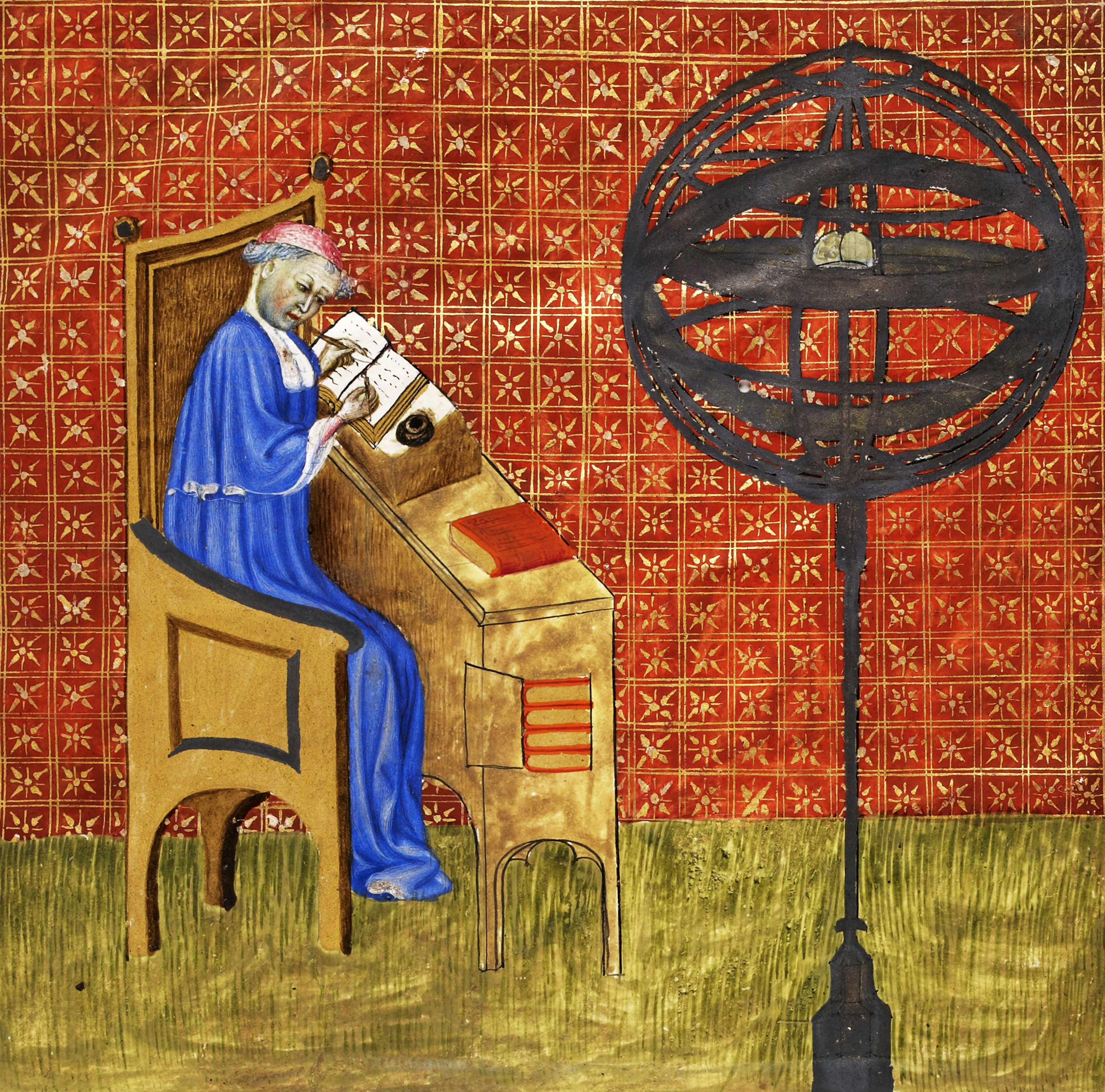
صورة لنيكول اورسمه

نيكول اورسمه (بالفرنسية: Nicole Oresme)  (و. 1320 - 1382)، فيلسوف هام في أواخر العصور الوسطى. كتب أعمالاً مؤثرة في الاقتصاد والرياضيات والفيزياء والفلك والفلسفة واللاهوت. وكان أسقف ليزيو، ومترجم ومستشار الملك شارل الخامس ملك فرنسا، وربما أحد أكثر المفكرين جدة في القرن 14.

## أعماله العلمية

### في الرياضيات
كان نيكول أورسمه سباقا إلى اختراع مفهوم الإحداثيات قبل ديكارت وفيرما. 
كما كان أول من برهن تباعد المتسلسلة المتناسقة.

## روابط خارجية
- نيكول أورسمه على موقع الموسوعة البريطانية (الإنجليزية)